# 2020年2月臺灣
| << | 2020年2月 （民國109年） | >> |    |    |    |    |
| \| 日 \| 一 \| 二 \| 三 \| 四 \| 五 \| 六 \| \| \| \| \| \| \| \| 1 \| \| 2 \| 3 \| 4 \| 5 \| 6 \| 7 \| 8 \| \| 9 \| 10 \| 11 \| 12 \| 13 \| 14 \| 15 \| \| 16 \| 17 \| 18 \| 19 \| 20 \| 21 \| 22 \| \| 23 \| 24 \| 25 \| 26 \| 27 \| 28 \| 29 \| \| \| \| \| \| \| \| \| |                         |    |    |    |    |    |
| 臺灣新聞動態／維基新聞 |                         |    |    |    |    |    |
| 世界／中国大陆／臺灣 |                         |    |    |    |    |    |
| 日 | 一                      | 二 | 三 | 四 | 五 | 六 |
| |                         |    |    |    |    | 1  |
| 2 | 3                       | 4  | 5  | 6  | 7  | 8  |
| 9 | 10                      | 11 | 12 | 13 | 14 | 15 |
| 16 | 17                      | 18 | 19 | 20 | 21 | 22 |
| 23 | 24                      | 25 | 26 | 27 | 28 | 29 |
| |                         |    |    |    |    |    |

## 2月1日
- 第10屆立法委員就職，並由民主進步黨籍之游錫堃、蔡其昌當選立法院院長、副院長。[1][2]

## 2月2日
- 因應COVID-19防疫，中央流行疫情指揮中心決定。高級中等以下學校108學年度第二學期於2月25日開學，7月14日休業，2月15日不補課。針對國中會考、技專統測、大學指考等考試日程和入學措施時程則不變，因應開學時間延後和課程實施調整，會請相關考試單位調整考試範圍[3]。
- 準副總統賴清德晚間出發前往美國，出席今年度在美國首都華盛頓特區舉辦的國家祈禱早餐會；被視為是中華民國與美國斷交後，造訪華府的最高層級官員。[4][5][6]

## 2月3日
- 教育部宣布大專院校延後開學，開學日延至2月25日以後（實際日期交由各校自行決定），學期維持18週。[7][8][9][10][11]

2月25日：
育英醫專、輔英科技大學、國立體育大學、中華科技大學、澎湖科技大學、中國科技大學、中華大學、臺南護專、明志科技大學、高苑科技大學、環球科技大學、華梵大學、暨南國際大學、慈濟大學、政治大學、大華科技大學、慈濟科技大學、首府大學、敏惠醫護管理專科學校、南華大學、聯合大學、高雄大學、台北城市科技大學、中華醫事科技大學、長庚科技大學、健行科技大學、醒吾科技大學、臺中科技大學、德明財經科技大學、元培醫事科技大學、亞東技術學院、黎明技術學院、馬偕醫護管理專科學校、耕莘健康管理專科學校、聖母醫護管理專科學校、臺灣神學院、稻江科技暨管理學院 、萬能科技大學、高雄醫學大學等。
2月26日：
育達科技大學等。
3月2日：
臺南大學、國立中央大學、長庚大學、南臺科技大學、勤益科技大學、真理大學、建國科技大學、成功大學、逢甲大學、中信金融管理學院、高雄師大、嘉義大學、明道大學、臺灣海洋大學、世新大學、臺灣大學、臺灣師範大學、臺灣科技大學、陽明大學、銘傳大學、大葉大學、屏東大學、清華大學、交通大學、義守大學、靜宜大學、中正大學、臺中教育大學、臺北教育大學、臺北市立大學、亞洲大學、修平科技大學、臺北科技大學、弘光科技大學、金門大學、臺北基督學院、東海大學、中興大學、臺灣藝術大學、臺北醫學大學、中國文化大學、開南大學、輔仁大學、東吳大學、嘉義大學、宜蘭大學、臺北商業大學、中山醫學大學、朝陽科技大學、中州科技大學、崑山科技大學、長榮大學、嘉南藥理大學、樹德科技大學、屏東科技大學、東華大學、雲林科技大學、中央大學、淡江大學、虎尾科技大學、佛光大學、遠東科技大學、嶺東科技大學、南開科技大學、彰化師範大學、文藻外語大學、慈惠醫專、大同大學、大仁科技大學、美和科技大學、實踐大學、臺北大學、中臺科技大學、交通大學、臺北護理健康大學、臺灣戲曲學院、中原大學、玄奘大學、聖約翰科技大學、臺北基督學院、東方設計大學等。

## 2月5日
- 準副總總賴清德在白宮國安會與美國官員會晤，被解讀是中華民國與美國斷交後，到訪的最高層級官員。[12]
- 陸委會將中國列為紅色旅遊警示，香港及澳門列為黃色旅遊警示。[13][14]

## 2月6日
- 準副總統賴清德出席「國家祈禱早餐會」(National Prayer Breakfast)，與美國總統唐納·川普、眾議院議長南希·裴洛西等人同場。[15]
- 中央流行疫情指揮中心為紓解各地超商口罩搶購亂象，民眾即日起可持健保卡至藥局購買，每人7天內限購2片。[16]
- 為防堵肺炎疫情擴大，暫緩中國籍旅客入境；國人自中、港、澳返臺須自主隔離檢疫14天，失聯及違反防疫規定者，內政部與法務部將依《傳染病防治法》、《社會秩序維護法》及《刑法》法辦。[14]
- 由於武漢臺籍旅客包機返臺過程爭議不斷，而先後多次對外發布相關消息的國民黨中央委員徐正文更是引起外界譴責與撻伐。對此中國國民黨傳出要對徐正文進行黨紀調查，並有11位考紀委員表達同意下，考紀會決定先行予以徐正文停止黨權處分。於傍晚召開記者會宣布予以停止黨權處分。[17]

## 2月7日
- 中央流行疫情指揮中心發布災防警訊，呼籲1月31日有前往北、北、基重要觀光景點的民眾，應自主管理並留意個人健康狀況。[18]

## 2月8日
- 美國國務卿麥克·蓬佩奧表示，中華人民共和國以商逼政，迫使密西西比州州長取消訪臺規劃，另要求美國各州州長勿祝賀蔡英文當選連任，並施壓芝加哥一所高中的校長，讓臺灣代表無法出席該校舉辦的氣候研討會。[19]

## 2月10日
- 國防部表示，中共解放軍接連兩天軍機繞臺，於今天上午短暫越過臺灣海峽中線，經空軍F-16戰機適切應對，予以驅離。[20][21]
- 中央流行疫情指揮中心基於防疫優先，經與陸委會討論，自即日起暫停金馬地方政府兩岸小三通客船往來。[22]

## 2月11日
- 香港及澳門人士自即日起，除商業履約、職務派任、已取得居留證的配偶及未成年子女之外，其餘均暫緩入境臺灣。[23][24]

## 2月12日
- 公民割草行動、Wecare高雄和台灣基進等公民團體之罷免高雄市市長第二階段連署已達法定門檻。[25]
- 財政部2020（民109）年2月12日函釋，「於嚴重特殊傳染性肺炎中央流行疫情指揮中心成立期間，台酒公司及台糖公司所產製酒精（成分75%）防疫清潔用酒精，並標示「非食用者」，因非屬菸酒管理法第4條第1項本文及菸酒稅法第2條第3款規定所稱之「酒」，免辦菸酒稅產品登記，不課徵菸酒稅」[26]。

## 2月13日
- 經濟部因應COVID-19防疫需求，遴選口罩廠商投入增產，口罩徵用及出口禁令將持續到4月底。行政院也計劃編列新臺幣600億元特別預算，提供觀光、運輸及農漁業等內需產業紓困振興。[27][28][29][30]

## 2月14日
- 菲律賓總統府發言人帕內洛（Salvador Panelo）於今日晚間發表聲明，菲國跨部門工作小組已決定解除對台灣的旅行禁令，立即生效。對此外交部表示肯定菲律賓政府解除對台灣旅遊禁令的決定，並對曾經協助此一正面發展的相關機關及人士表達感謝，呼籲世界衛生組織（WHO）儘速更正對台灣的不當列示。據涉外人士透露，台灣和菲國外交單位的穩健積極交涉功不可沒；而在菲國的台灣人等非官方管道在過程中也發揮一定作用。由於菲律賓總統杜特蒂的行事作風偏「吃軟不吃硬」，因此台灣外交單位選擇穩健積極交涉、分級處理、視情勢加壓，最終在外交等政府相關部門穩健多方交涉下，使這場超過100小時的對台旅行禁令解除，化解了台菲雙邊關係危機。[31][32]

## 2月15日
- 空軍公布UH-60M黑鷹直升機墜毀事故初步事實調查報告，係因天候驟變，直升機爬高不及導致觸地，造成參謀總長沈一鳴上將等8名軍士官殉職。[33][34]
- 中央流行疫情中心指揮官陳時中表示，臺灣中部出現第一起感染冠狀病毒的死亡案例。[35][36]另外，因威士特丹號郵輪爆發1例確診個案，疫情中心也會對曾載過千餘名下船旅客的高雄和臺南計程車駕駛，以及有相關接觸史的民眾持續做監測。[37][38]
- 晚間7點整時刻，花蓮縣壽豐鄉發生規模5.5地震[39]。
- 永和分屍案今日臺灣新北地方法院一審宣判出爐，依殺人罪嫌判處美籍男子Mayer Oren Shlomo（中文名：孫武生）無期徒刑，褫奪公權終身，並於執刑完畢或赦免後，驅逐出境。非裔美籍男子Bent 有期徒刑12年6月，並於執刑完畢驅逐出境。另依幫助傷害致死罪判處美籍何傑生 有期徒刑1年6個月、台籍男大生吳宣 有期徒刑6個月，另外，4人因販毒涉洗錢部分均獲判無罪，全案可上訴[40][41][42][43]。